# AC Kajaani
AC Kajaani – fiński klub piłkarski, mający siedzibę w mieście Kajaani, w południowo-wschodniej części kraju. Obecnie występuje w Ykkönen.